# Rockefeller centar
Rockefeller centar (eng. Rockefeller Center, također i Rockefeller Plaza) kompleks je od 19 trgovačkih građevina smještenih na 89 000 m² površine između 48. i 51. ulice na Manhattanu u New York Cityju. Gradnja kompleksa započeta je 1930., a naručila ju je obitelj Rockefeller. Rockefellerov je centar 1987. godine uvršten u popis nacionalnih znamenitosti SAD-a.
Rockefeller centar ime je dobio po Johnu D. Rockefelleru ml., koji je 1928. iznajmio prostor od sveučilišta Columbia i započeo gradnju dvije godine kasnije. Bio je to najveći privatni projekt ikad započet u modernoj povijesti. Izgradnja 14 građevina Art Deco stila započeo je 17. svibnja 1930., a već 1939. građevine su bile dovršene i otvorene.
Trenutačno je centar podijeljen u dva građevinska kompleksa: 14 originalnih uredskih zgrada iz 1930-ih, te četiri moderna nebodera sagrađena uz zapadnu stranu Šeste avenije 1960-ih i '70-ih. Najznačajnija i središnja građevina kompleksa, sa 70 katova i 266 metara visine je 30 Rockefeller Center, popularno zvana 30 Rock. Zgrada je mjesto čuvene fotografije "Ručak na neboderu" iz 1932., koja je prikazivala građevinske radnike kako sjede na čeličnoj gredi bez sigurnosnih pojaseva i jedu ručak na 260 m visine. Zgrada je dom američke nacionalne TV mreže NBC, u njoj se snimaju ili su se snimali neki od najznačajnijih TV programa u povijesti američke televizije, poput emisija The Tonight Show, Late Night i Saturday Night Live.
Uz građevine Rockefeller centra, u kompleksu su također značajne i brojne skulpture, ilustracije, i ostale znamenitosti, poput klizališta na Rockefeller Plazi i poznatog božićnog drvca. Prometej se smatra glavnim umjetničkim djelom Rockefeller centra i jedno je od poznatijih umjetničkih djela kompleksa.

## Vanjske poveznice
- Službena stranica
- Vodič za Rockefellerov centar  Arhivirana inačica izvorne stranice od 4. studenoga 2007. (Wayback Machine)
- Grupacija Rockefeller
- Rockefeller Center web kamera  Arhivirana inačica izvorne stranice od 27. rujna 2008. (Wayback Machine)
- Uvod u Rockefellerov centar  Arhivirana inačica izvorne stranice od 17. ožujka 2021. (Wayback Machine), in-Arch.net